# Conjunto de Vitali
En teoría de la medida, un conjunto de Vitali es un conjunto de números reales que no es Lebesgue-medible. El teorema de Vitali es el teorema de existencia de dichos conjuntos. Es así llamado en honor a Giuseppe Vitali. 
Su existencia se demuestra usando el axioma de elección, lo que lo hace un resultado no constructivo.

## La importancia de los conjuntos no medibles
Ciertos conjuntos tienen un "tamaño" definido; por ejemplo, el intervalo [0, 1] tiene longitud 1, y en general, un intervalo [a, b], con a ≤ b, tiene longitud b − a. Si se piensa en tales intervalos como barras de metal, tendrán asimismo masas definidas. Si la barra [0, 1] pesa 1 kilo, la [3, 9] pesará 6 kilos. El conjunto [0, 1] ∪ [2, 3] está compuesto por dos barras de 1 kilo cada una, con lo que su peso total será de 2 kilos; en términos matemáticos, su longitud total es de 2.
Aquí surge una pregunta natural: si E es un subconjunto arbitrario de la recta real, ¿necesariamente tendrá una longitud? Como ejemplo, uno se puede preguntar por la longitud del conjunto de números racionales. Como están finamente esparcidos por la recta real, cualquier respuesta podría parecer razonable a primera vista.
La teoría matemática para responder a estas cuestiones de manera correcta y coherente es la teoría de la medida. En este marco, la medida de Lebesgue, que asigna el peso b − a al intervalo [a, b], le asignará un peso de 0 al conjunto de los racionales (de hecho, todo conjunto numerable tendrá longitud 0). Todo conjunto que tenga un peso bien definido se dice medible. De la construcción de la medida de Lebesgue (por ejemplo, usando una medida exterior), sin embargo, no es evidente que haya o no conjuntos no medibles.

## Construcción y demostración
Si x e y son reales, y x − y es racional, se dirá que x e y son equivalentes, lo que se denota por x ~ y; evidentemente, ~ es una relación de equivalencia. Por lo tanto, las clases de equivalencia de los reales, definidas por [x] = {y ∈ R | x ~ y} para x ∈ R, forman una partición de R. Invocando el axioma de elección, se puede tomar un conjunto V ⊆ [0, 1] que contenga exactamente un miembro representativo de cada clase de equivalencia; esto es, que para cada real x, el conjunto V ∩ [x] es un conjunto unitario.

Los conjuntos V así definidos se denominan conjuntos de Vitali. Hay por supuesto infinitas posibilidades para V. Lo importante es que el axioma de elección estipula la existencia de al menos una de ellas.
Ahora, para demostrar que un conjunto de Vitali dado, V, no es Lebesgue-medible, se asumirá que sí lo es y llegaremos a contradicción.  Con ello, la única hipótesis sin demostración (que V es medible) será la errónea. Todos los conjuntos medibles tienen las siguientes dos propiedades:
1. Si Ai es una secuencia numerable de conjuntos medibles disjuntos dos a dos, entonces
{\displaystyle \lambda \left(\bigcup _{i=1}^{\infty }A_{i}\right)=\sum _{i=1}^{\infty }\lambda (A_{i}).}
2. La medida de Lebesgue es invariante por traslaciones; esto es, para todo real x y todo conjunto medible A, λ(A) = λ(A + x).

Primeramente, sea q1, q2,... una enumeración de los racionales en [−1, 1] (pues este conjunto es numerable). Por la construcción de V, los conjuntos Vk = V + qk, con k natural, son disjuntos dos a dos (de lo contrario habría dos números equivalentes en V, contradiciendo su definición). Por otro lado, se puede demostrar que
{\displaystyle [0,1]\subseteq \bigcup _{k=1}^{\infty }V_{k}\subseteq [-1,2].}
Para ver la primera inclusión, sea x ∈ [0, 1] y sea v el único elemento de [x] ∩ V; x − v es entonces un racional que necesariamente ha de estar entre −1 y 1, por ejemplo qk, y por lo tanto x ∈ Vk. La segunda inclusión es consecuencia del hecho que V ⊆ [0, 1].
Ahora bien, como la medida λ es contablemente aditiva y no negativa, es creciente; esto es, si A⊆B, entonces λ(A)≤λ(B). Por lo tanto,
{\displaystyle 1\leq \lambda \left(\bigcup _{k=1}^{\infty }V_{k}\right)\leq 3.}
Por otro lado, gracias a la aditividad de λ, se tiene también que
{\displaystyle \lambda \left(\bigcup _{k=1}^{\infty }V_{k}\right)=\sum _{k=1}^{\infty }\lambda (V_{k}),}
puesto que los Vk son disjuntos. Como λ es invariante por traslaciones, λ(Vk) = λ(V) para todo k. Reemplazando en los resultados anteriores, queda
{\displaystyle 1\leq \sum _{k=1}^{\infty }\lambda (V)\leq 3}
Esto es, una suma infinita de un solo término real y no negativo está entre 1 y 3; ahora bien, si el término fuera cero, la suma daría asimismo cero y sería por lo tanto inferior a 1, mientras que si fuera distinto de cero, la suma daría infinito y por lo tanto sería superior a 3.
Esta conclusión es absurda, con lo cual, V no puede ser medible.